# Pterostichus protractus
Pterostichus protractus är en skalbaggsart som beskrevs av Leconte 1860. Pterostichus protractus ingår i släktet Pterostichus och familjen jordlöpare. Inga underarter finns listade i Catalogue of Life.